# Mamédova Shchel
Mamédova Shchel (del ruso: Маме́дова Щель) es un seló del distrito de Lázarevskoye de la unidad municipal de la ciudad de Sochi del krai de Krasnodar, en el sur de Rusia. Está situado en las laderas del valle del río Kuapsé, a 2 km de la costa nordeste del mar Negro, 52 km al noroeste de Sochi y 123 km al sureste de Krasnodar, la capital del krai. Tenía 256 habitantes en 2010.
Pertenece al ókrug rural Lygotjski.

## Historia
Aparece en los registros del 26 de enero de 1923 como parte del volost de Lázarevskoye del raión de Tuapsé del óblast de Kubán-Mar Negro. 

## Lugares de interés
La localidad se halla en las laderas del valle del Kuapsé, que forma una estrecha garganta que forma parte del parque nacional de Sochi y numerosas cascadas. También se han hallado dólmenes.

## Transporte

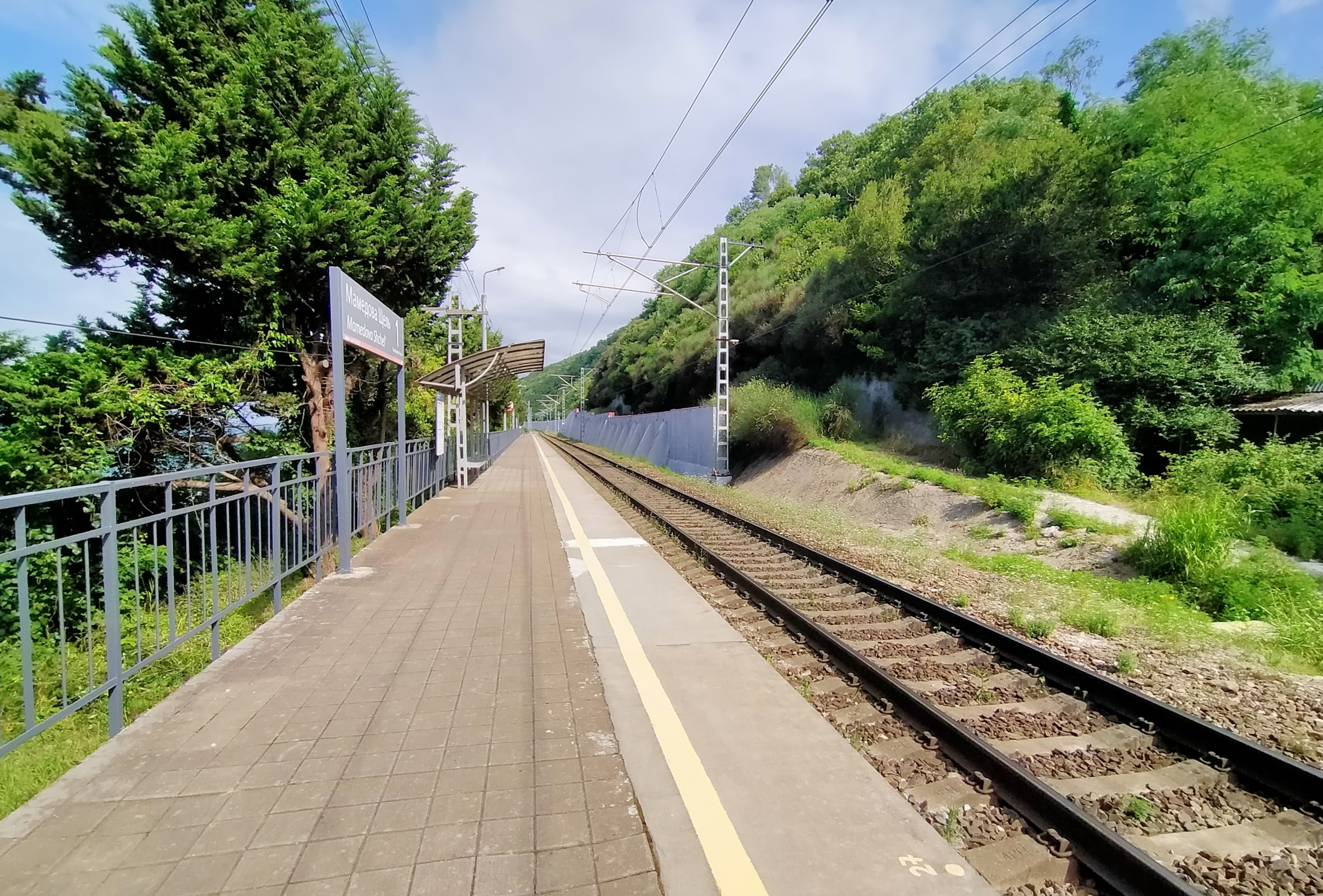
Plataforma ferroviaria de Mamédova Shchel

Río abajo, en la desembocadura en la costa del mar Negro, se halla una plataforma ferroviaria (Mamédova Shchel) de la línea Tuapsé-Sujumi de la red del ferrocarril del Cáucaso Norte y la carretera federal M27 Dzhubga-frontera abjasa.
El autobús nº162 conecta la localidad con Lázarevskoye.